# Route 434 (Terre-Neuve-et-Labrador)
Pour les articles homonymes, voir Route 434.
La route 434 est une route tertiaire de la province de Terre-Neuve-et-Labrador d'orientation est-ouest située dans le nord de l'île de Terre-Neuve, sur la péninsule Northern, au nord-est de Roddickton. Elle est une route faiblement empruntée, reliant la route 433 à Conche. Route alternative des routes 430, 432 et 433, elle est nommée Conche Road, mesure 24 kilomètres, et est une route de gravier sur l'entièreté de son tracé.

## Attrait
- French Shore Interpretation Centre

## Communautés traversées
- Southwest Crouse
- Conche